# Blythe (fleuve)
Pour les articles homonymes, voir Blythe.
Le fleuve Blythe est  un cours d'eau de la région de Canterbury, dans l’Ile du Sud de la Nouvelle-Zélande. 

## Géographie
Il s’écoule vers l’est sur 13 km, atteignant l’Océan Pacifique à 12 km au sud de la ville de Cheviot. Son cours est approximativement parallèle à celui de la rivière Hurunui, qui est plus large et s’écoule à 5 km vers le nord.